# سكيراء جاوية
سكيراء جاوية (الاسم العلمي: Schizosaccharomyces javanensis) هي نوع من الفطريات يتبع جنس السكيراء من الفصيلة السكيراوية.